# Baseball-Bundesliga 2000
Die Baseball-Bundesliga 2000 war die 17. Saison der Baseball-Bundesliga. An ihrem Ende konnten die Lokstedt Stealers ihren ersten und bis dato einzigen Meistertitel erringen und damit die Vorherrschaft der Paderborn Untouchables in den Jahren 1999 bis 2005 mit 6 Meistertiteln in 7 Jahren unterbrechen.
Die Hamburger setzten sich in einem reinen "Nord-Finale" gegen den Meister von 1998, die Köln Dodgers, in 2 Spielen durch.

## Reguläre Saison
In den beiden Staffeln Nord und Süd trugen die acht Mannschaften in der regulären Saison jeweils vier Spiele gegeneinander aus. Anschließend spielten die besten vier und die letzten vier Mannschaften noch jeweils zwei Mal gegeneinander, so dass jede Mannschaft auf regulär 34 Spiele kam.
Die zwei bestplatzierten Mannschaften jeder Staffel qualifizierten sich dann für die Play-offs, in denen überkreuz im Modus Best-of-Three gespielt wurde.

### 1. Bundesliga Nord
Erstmals in die Bundesliga stiegen die Elmshorn Alligators sowie die Holzwickede Joboxers auf. Während Erstgenannte sich mit dem 4. Platz in der Bundesliga auf Anhieb behaupten konnten, stiegen die Joboxers als Tabellenletzter wie 1993 als auch 2005 wieder direkt ab.
Die beiden Aufsteiger ersetzten die in der Vorsaison als Tabellenvorletzte bzw. Tabellenletzte abgestiegenen Bremen Dockers und Ratingen Goose Necks.
Der amtierende Meister Paderborn Untouchables verpasste trotz Punktgleichheit mit dem späteren Meister Lokstedt die Play-offs, für die sich ebenfalls die Köln Dodgers als Staffelsieger qualifizieren konnten. Abgeschlagen am Tabellenende landeten die Wolfsburg Yahoos sowie die Holzwickede Joboxers.
|    | Team                    | G  | V  | Pct. | GB |
| -- | ----------------------- | -- | -- | ---- | -- |
| 1. | Köln Dodgers            | 27 | 7  | .794 | 0  |
| 2. | Lokstedt Stealers       | 23 | 11 | .676 | 4  |
| 3. | Paderborn Untouchables  | 23 | 11 | .676 | 4  |
| 4. | Bonn Capitals           | 19 | 15 | .559 | 8  |
| 5. | Elmshorn Alligators     | 16 | 18 | .471 | 11 |
| 6. | Strausberg Sun Warriors | 13 | 21 | .382 | 14 |
| 7. | Wolfsburg Yahoos        | 8  | 26 | .235 | 19 |
| 8. | Holzwickede Joboxers    | 7  | 27 | .206 | 20 |

### 1. Bundesliga Süd
Als einzige Mannschaft stiegen die Heidenheim Heideköpfe in die Baseball-Bundesliga Süd auf. Sie ersetzten damit die Ladenburg Romans und konnten auf Anhieb den 4. Platz erreichen.
Die ersten drei Mannschaften liefen in derselben Reihenfolge wie im Vorjahr ein, sodass sich wiederum die Mainz Athletics – diese mit der besten Statistik aller Mannschaften in der Saison 2000 mit nur 6 Niederlagen in der regulären Saison – sowie die Mannheim Tornados für die Play-offs qualifizierten.
Die Grünwald Jesters und die Friedberg Braves mussten die Bundesliga verlassen, Letztere konnten dabei nur einen Saisonsieg für sich verbuchen.
|    | Team                  | G  | V  | Pct.  | GB |
| -- | --------------------- | -- | -- | ----- | -- |
| 1. | Mainz Athletics       | 28 | 6  | 0.824 | 0  |
| 2. | Mannheim Tornados     | 26 | 8  | 0.764 | 2  |
| 3. | Regensburg Legionäre  | 22 | 12 | 0.647 | 6  |
| 4. | Tübingen Hawks        | 18 | 16 | 0.529 | 10 |
| 5. | Heidenheim Heideköpfe | 16 | 18 | .471  | 12 |
| 6. | Baldham Boars         | 13 | 21 | .382  | 15 |
| 7. | Grünwald Jesters      | 12 | 22 | .353  | 16 |
| 8. | Friedberg Braves      | 1  | 33 | .029  | 27 |

## Play-offs
| Halbfinale | Halbfinale        | Halbfinale | Halbfinale | Halbfinale |  |    | Finale            | Finale | Finale | Finale | Finale |
|            |                   |            |            |            |  |    |                   |        |        |        |        |
| S1         | Mainz Athletics   | 3          | 0          |            |  |    |                   |        |        |        |        |
| N2         | Lokstedt Stealers | 4          | 1          |            |  | N2 | Lokstedt Stealers | 7      | 5      |        |        |
| S2         | Mannheim Tornados | 7          | 6          | 1          |  | N1 | Köln Dodgers      | 5      | 1      |        |        |
| N1         | Köln Dodgers      | 13         | 1          | 11         |  |    |                   |        |        |        |        |